# Wit Szostak
Wit Szostak, właśc. Dobrosław Kot (ur. 1976) – polski pisarz, filozof, doktor habilitowany nauk humanistycznych, adiunkt w Katedrze Filozofii Uniwersytetu Ekonomicznego w Krakowie.

## Życiorys
Absolwent Papieskiej Akademii Teologicznej w Krakowie. Stopień doktora uzyskał w 2008 roku na Wydziale Filozoficznym Uniwersytetu Jagiellońskiego na podstawie rozprawy pt. Podmiotowość monadyczna i podmiotowość dialogiczna. Studium fenomenologiczne, której promotorem był profesor Adam Węgrzecki. W 2017 roku na Wydziale Filozoficznym Uniwersytetu Papieskiego Jana Pawła II w Krakowie, na podstawie oceny dorobku naukowego oraz rozprawy habilitacyjnej, uzyskał stopień doktora habilitowanego nauk humanistycznych. 
Współzałożyciel Instytutu Myśli Józefa Tischnera, stały współpracownik miesięcznika "Znak". Mieszka w Krakowie.
Swoją karierę pisarską zaczynał jako autor obracający się w kręgu fantasy i realizmu magicznego, z czasem stał się pisarzem przełamującym schematy gatunkowe.
Debiutował w roku 1999 opowiadaniem Kłopoty z błaznem zamieszczonym w „Nowej Fantastyce”. Pierwsze powieści, czyli cykl o Smoczogórach, a także Oberki do końca świata inspirowane były kulturą polskich gór czy szerzej -- kulturą ludową. Późniejsze powieści, począwszy od Trylogii krakowskiej, oddalają się od fantastyki w stronę realizmu magicznego. Ostatnie utwory przełamują konwencje gatunkowe, a pisarz -- oprócz klasycznych powieści -- publikuje także utwory eksperymentujące z zastanymi formami literackimi, również z dramatem. 
Kilkakrotnie był nominowany do Nagrody im. Janusza A. Zajdla. Wichry Smoczogór dodatkowo wyróżnione zostały nagrodą Śląkfy. W roku 2008 otrzymał Nagrodę im. Janusza A. Zajdla za opowiadanie Miasto grobów. Uwertura opublikowane w antologii Księga strachu 2, a nominowana była również jego powieść Oberki do końca świata. Za powieść Chochoły otrzymał Nagrodę Literacką im. Jerzego Żuławskiego, a za powieść Fuga był nominowany do Nagrody Literackiej Nike 2013. W 2014 r. nominowany do Paszportów "Polityki" za Sto dni bez słońca (w 2020 r. znalazł się na długiej liście nominowanych). Laureat Nagrody Krakowa Miasta Literatury UNESCO za powieść Cudze słowa (2020). Za Szczelinami otrzymał nagrodę Krakowskiej Książki Miesiąca (październik 2022) oraz nominację do Nagrody Literackiej Nike 2023.
Na podstawie powieści Dumanowski w 2012 r. Jan Klata zrealizował w Radiu Kraków słuchowisko Dumanowski. Dokumenty z odnalezionej biografii. W 2013 r. na podstawie tej samej powieści powstał spektakl teatralny Dumanowski side A i B w Starym Teatrze w Krakowie.
W 2019 roku Szostak został laureatem III edycji konkursu dramaturgicznego Strefy Kontaktu za dramatPogłosy ↓ . Pogłosy miały premierę w marcu 2020 roku we Wrocławskim Teatrze Współczesnym. Wyreżyserowali Marek Fiedor i Tomasz Hynek.
Autor kilkudziesięciu opowiadań. W latach 2015–2016 w miesięczniku "Znak" (nr 724-735) ukazywał się jego autorski cykl opowieści o Nowym Prokocimiu zatytułowany „Mitologia wielkiej płyty". Do każdego z 11 odcinków ilustracje przygotowywała Patrycja Podkościelny. 
Jak sam mówi, używa pseudonimu nie po to, by się ukrywać, lecz aby zasygnalizować, że rozgranicza różne dziedziny swoich zainteresowań, jako że pod swoim prawdziwym nazwiskiem publikuje teksty dotyczące filozofii.

## Publikacje

### Książki literackie
| Tytuł                  | Wydawnictwo                   | Rok publikacji | Cykl wydawniczy     | ISBN                   |
| ---------------------- | ----------------------------- | -------------- | ------------------- | ---------------------- |
| Wichry Smoczogór       | Runa                          | 2003           | Cykl o Smoczogórach | ISBN 978-83-89595-03-4 |
| Poszarpane granie      | Runa                          | 2005           | Cykl o Smoczogórach | ISBN 978-83-89595-12-6 |
| Ględźby Ropucha        | Runa                          | 2005           | Cykl o Smoczogórach | ISBN 978-83-89595-17-1 |
| Oberki do końca świata | Państwowy Instytut Wydawniczy | 2007           | -                   | ISBN 978-83-06-03110-2 |
| Oberki do końca świata | Powergraph                    | 2014           | -                   | ISBN 978-83-643-8431-8 |
| Chochoły               | Lampa i Iskra Boża            | 2010           | Trylogia krakowska  | ISBN 978-83-896-0383-8 |
| Chochoły               | Powergraph                    | 2018           | Trylogia krakowska  | ISBN 978-83-64384-83-7 |
| Dumanowski             | Lampa i Iskra Boża            | 2011           | Trylogia krakowska  | ISBN 978-83-89603-94-4 |
| Dumanowski             | Powergraph                    | 2018           | Trylogia krakowska  | ISBN 978-83-643-8488-2 |
| Fuga                   | Lampa i Iskra Boża            | 2012           | Trylogia krakowska  | ISBN 978-83-89603-70-8 |
| Fuga                   | Powergraph                    | 2019           | Trylogia krakowska  | ISBN 978-83-661-7818-2 |
| Sto dni bez słońca     | Powergraph                    | 2014           | -                   | ISBN 978-83-643-8411-0 |
| Wróżenie z wnętrzności | Powergraph                    | 2015           | -                   | ISBN 978-83-643-8443-1 |
| Zagroda zębów          | Powergraph                    | 2016           | -                   | ISBN 978-83-643-8458-5 |
| Przypisy końcowe       | Copernicus Center Press       | 2016           | -                   | ISBN 978-83-7886-223-9 |
| Poniewczasie           | Powergraph                    | 2019           | -                   | ISBN 978-83-66178-02-1 |
| Cudze słowa            | Powergraph                    | 2020           | -                   | ISBN 978-83-66178-38-0 |
| Szczelinami            | Powergraph                    | 2022           | -                   | ISBN 978-83-66178-72-4 |
| Rumowiska              | Powergraph                    | 2023           | -                   | ISBN 978-83-67845-16-8 |

### Książki filozoficzne
| Tytuł                                    | Wydawnictwo                     | Rok publikacji | ISBN                   |
| ---------------------------------------- | ------------------------------- | -------------- | ---------------------- |
| Podmiotowość i utrata                    | Instytut Myśli Józefa Tischnera | 2009           | ISBN 978-83-60911-04-4 |
| Myślenie dramatyczne                     | Copernicus Center Press         | 2016           | ISBN 978-83-788-6274-1 |
| Filomit. Esej o słowie, którego nie było | Copernicus Center Press         | 2016           | ISBN 978-83-7886-288-8 |
| Tratwa Odysa. Esej o uchodźcach          | słowo/ obraz terytoria          | 2020           | ISBN 978-83-7453-664-6 |

### Utwory dramatyczne
| Tytuł   | Rok publikacji | Realizacja                            |
| ------- | -------------- | ------------------------------------- |
| Pogłosy | 2019           | Wrocławski Teatr Współczesny, 2020    |
| Obrzędy | 2021           | Teatr Nowy Świat i Eklektik Art, 2022 |

### Opowiadania
| Tytuł                        | Miejsce wydania                                                                     |
| ---------------------------- | ----------------------------------------------------------------------------------- |
| Kłopoty z błaznem            | „Nowa Fantastyka, 9/1999                                                            |
| Pierwsza taka drużyna        | „Nowa Fantastyka” 2/2000                                                            |
| Sny guślarza                 | „Nowa Fantastyka” 12/2000                                                           |
| Bęben z koźlej skóry         | „Science Fiction” 9/2004                                                            |
| Chata w górach               | „Ubik” 3/2004                                                                       |
| Raport z nawiedzonego miasta | antologia Księga smoków, Runa, 2006                                                 |
| Miasto grobów. Uwertura      | antologia Księga strachu 2, Runa, 2007                                              |
| Podworzec                    | Nowa Fantastyka, 2/2008                                                             |
| Plac w Iraklionie            | antologia Pod dobrą gwiazdą. Opowiadania, Wydawnictwo Znak, 2009                    |
| Labirynty                    | antologia Smok urojony, Śląski Klub Fantastyki, 2010                                |
| Koźlęta gazeli               | antologia Pożądanie, Powergraph, 2013                                               |
| Mitologia wielkiej płyty     | cykl opowiadań ukazujący się na łamach "Znaku" od września 2015 do sierpnia 2016    |
| List                         | antologia Ojciec. Opowiadania, Biblioteka Newsweeka, 2017                           |
| Kazimierz i głosy ↓          | projekt literacki O_KAZ. Literatura o Kazimierzu, 2017                              |
| Dwie śmierci Odysa           | "Opowiadanie" 5/2017)                                                               |
| Niewidome cieśnie            | "Znak" 10/2019                                                                      |
| Spoczywanie                  | Tarnowskie Góry fantastycznie 3, Almaz 2021, wydanie audio SAGA Egmont, 2021        |
| Ingarden i czas              | antologia W poszukiwaniu lepszego świata. 20 opowieści o postaciach nauki, PAN 2021 |
| Posłowie                     | Wolne Lektury, 2022                                                                 |
| Pan Dopożkiewicz             | antologia Utopay. Przyszłość wystawia rachunek, Wydawnictwo Harde, 2023             |
| Boże nawiedzienie            | ebook, Powergraph 2023; współautorzy: Radek Rak, Justyna Hankus, Rafał Kosik        |